# Петр I из Рожмберка
Пётр I из Рожмберка (чеш. Petr I. z Rožmberka; ум. 14 октября 1347) — чешский государственный деятель из рода Рожмберков. Высочайший коморник Чешского королевства в 1310—1319 и 1325—1347 годах. С его именем связано создание так называемой «Книги старого пана из Рожмберка (Рожмберской книги)» — старейшего частного сборника чешского обычного права и первого юридического документа, составленного на чешском языке.

## Происхождение и молодые годы
Петр I из Рожмберка был единственным сыном влиятельного чешского сановника Йиндржиха I из Рожмберка (ум. 4 июля 1310), занимавшего должность высочайшего коморника, и его жены Альжбеты (Элишки) (ум. 22 января 1307), дочери или сестры пана Мутины из Костомлат. Дата рождения Петра достоверно не известна, (по мнению чешского историка Р. Штястны, исходя из того, что родители Петра поженились в 1281 году, Петр родился около 1282 года). Начальное образование Петр получил, вероятно, у монахов-цистерцианцев в Вишебродском монастыре, где и проживал во время обучения. Первое упоминание о Петре из Рожмберка относится к грамоте, выданной в Крумлове 28 июня 1308 года, в которой Йиндржих I из Рожмберка вместе с сыном Петром жертвуют некоторое имущество австрийскому монастырю в Шлегле на проведение молебнов за упокой души недавно умершей матери Петра.

## Придворная карьера и политическая деятельность
После смерти отца в 1310 году Петр, по-видимому, занял его должность высочайшего коморника Чешского королевства, хотя в дошедших до наших дней документах он упоминается в этой должности начиная с 1311 года. Скорее всего, Петр из Рожмберка присутствовал и на Генеральном сейме 25 декабря 1310 года, и при коронации Яна Люксембургского и Элишки Пршемысловны 7 февраля 1311 года. Большое влияние при дворе нового короля вскоре приобрёл пан Йиндржих из Липы, занимавший должность королевского подкоморжего, который в дальнейшем стал лидером панской оппозиции к Яну Люксембургскому. Желая заручиться поддержкой могущественного рода Витковичей, Йиндржих устроил помолвку Петра из Рожмберка со своей дочерью, что ещё более укрепило в тот момент позиции Петра при дворе. 26 октября 1315 года Йиндржих из Липы по приказу короля был внезапно арестован по обвинению в измене и заключён в замок Тиршов, после чего Петр из Рожмберка разорвал помолвку с его дочерью. Вскоре после этого, вероятно, при содействии короля и королевы, Петр обручился с Виолой Цешинской (ум. 21 сентября 1317), вдовой короля Вацлава III. В документе, датированном 25 ноября того же года, Петр пообещал королю оказать «поддержку и помощь» в его примирении с оппозицией.
Восстание сторонников оппозиции вынудило короля 17 апреля 1316 года освободить Йиндржиха из Липы. Несмотря на то, что во время восстания Петр из Рожмберка держал сторону короля, уже 25 апреля Петр заключил с Йиндржихом договор о совместных действиях и взаимной помощи против кого угодно, кроме короля. Осенью 1317 года в Чехии разгорелась феодальная война между сторонниками Йиндржиха из Липы и Вилемом Зайицем из Вальдека, поддерживавшим королеву Элишку и отсутствовавшего в стране короля Яна. Петр из Рожмберка оставался в стороне от конфликта пока в ноябре 1316 года Ян Люксембургский ни вторгся в Чехию во главе армии немецких наёмников и ни начал разорять владения оппозиционных чешских панов, в том числе, имения Витковичей (в частности, король осадил замок Глубока, принадлежавший витковичу Вилему из Ландштейна). Петр навестил короля в его лагере и попросил возместить убытки от разграбления владений Рожмберков. Ян ответил отказом и потребовал от Петра немедленного вернуть находившийся в держании Рожмберков замок Звиков, после чего Петр из Рожмберка вместе с Вилемом из Вальдека перешли в стан мятежных панов, съезд которых 2 февраля 1318 году состоялся в том самом замке Звиков. Вскоре после этого Петр осадил королевский город Будейовице.
23 апреля 1318 года на земском сейме в Домажлице произошло примирение короля с чешскими панами, после которого король три недели провёл в имениях Петра из Рожмберка, предаваясь вместе с ним охоте и другим развлечениям. Вскоре после этих событий в королевской семье начался разлад и король сослал королеву Элишку в замок Мельник. В этой ситуации чешское панство разделилось на две партии: Йиндржих из Липы со своими родственниками занял сторону короля, Вилем Зайиц из Вальдека, Петр из Рожмберка и Вилем из Ландштейна поддержали королеву. В это же время Петр лишился должности высочайшего коморника королевства — в начале июня 1319 года этот пост уже занимал Альбрехт из Либешиц, родственник Йиндржиха из Липы. 10 июля того же года король Ян вместе с Йиндржихом из Липы во главе своих войск атаковали восставшую против короля Прагу, куда за несколько дней до этого прибыла королева Элишка. Вилем из Вальдека отбил атаку королевских войск, а на следующий день к Праге на помощь королеве подошёл Петр из Рожмберка во главе 400 воинов, после чего король вынужден был отступить и начать мирные переговоры. В результате мира Элишка вернулась в Мельник, а восставшие пражане ничего не добились.
В конце лета 1319 года Петр принял участие в походе короля Яна на Баутцен. Отношения между королём и Петром из Рожмберка постепенно нормализовались, политическое значение Петра возрастало, Петр становился крупнейшим кредитором короля, используя своё положение для увеличения своих земельных владений. В 1325 году Петр из Рожмберка был возвращён на должность высочайшего коморника королевства и оставался на ней до самой своей смерти. В 1325 году Петр из Рожмберка принял участие в походе Яна Люксембургского на Литву.

## Расширение родовых владений
Петр I из Рожмберка предпринял первые шаги к «округлению» родовой рожмберкской доминии. В 1322 году он расширил свои владения на восток, приобретя у панов из Хоустника Хоустницкое панство.

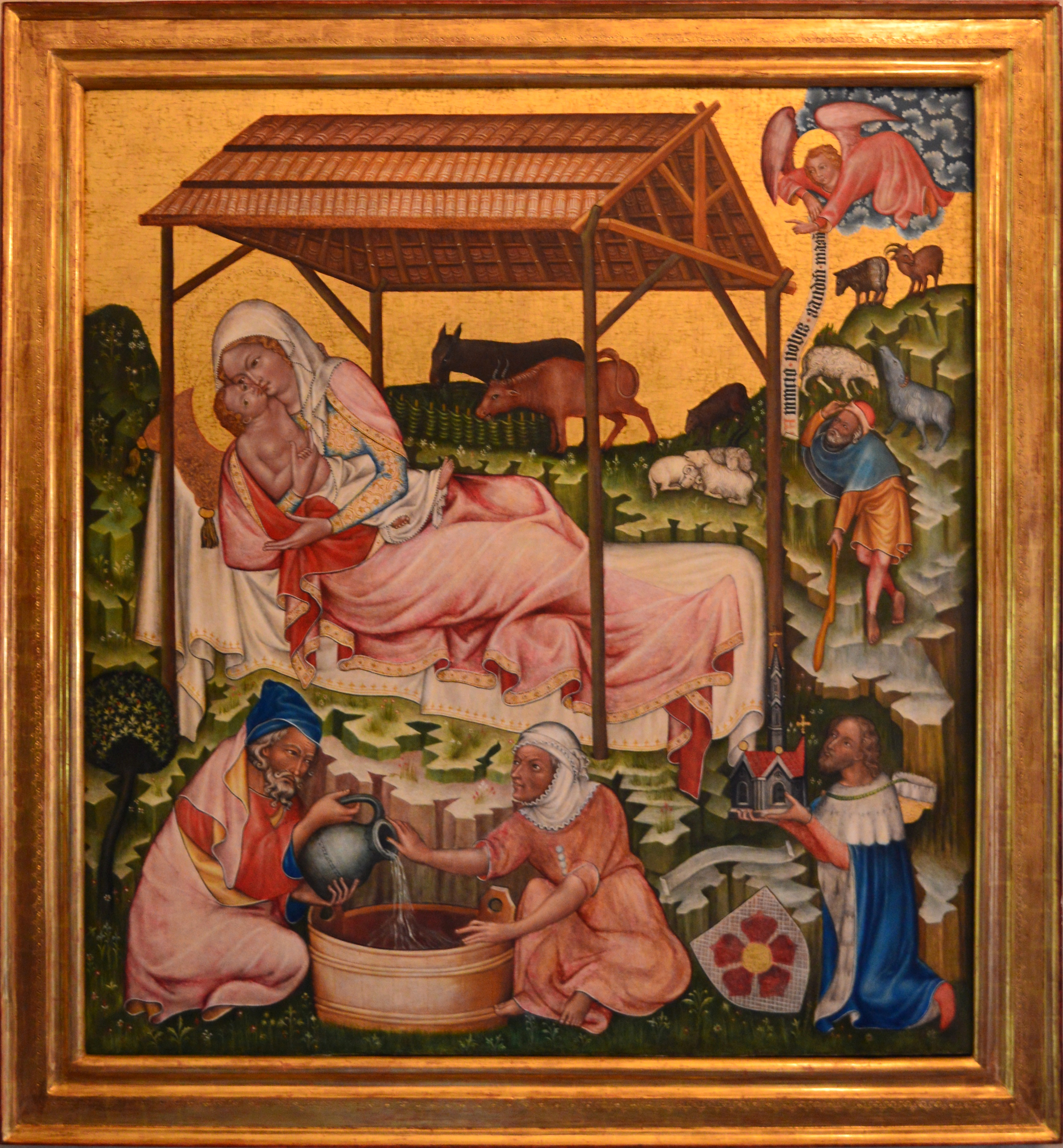
Изображение Петра из Рожмберка на алтаре Вишебродского монастыря, середина XIV века

Благодаря стараниям Петра город Крумлов приобрёл свойственный ему облик: он начал строительство костёла Святого Вита, основал больницу и костёл Святого Йошта в Латране, возвёл капеллу Святого Йиржи, пригласил в Крумлов орден францисканцев, добился у короля Яна дозволения на организацию еврейского квартала (евреям была выделена отдельная улица Крумлова). 
Петр умер 14 октября 1347 года и был похоронен в фамильной усыпальнице панов из Рожмберка в Вишебродском монастыре. За свою набожность Петр получил прозвища Kajícník («Кающийся») и Mnich («Монах»).

## Семья и наследники
В 1316 году Петр женился на Виоле Цешинской, вдове короля Вацлава III. Виола умерла почти через год и в 1318 году Петр женился на Катержине (ум. 1355), сестре Яна из Вартенберка. От второго брака родились:
- Йиндржих II из Рожмберка (погиб в 1346), погиб в вместе с королём Яном Люксембургским в битве при Креси
- Петр II из Рожмберка (ум. в 1384), каноник в Пассау, Оломоуце, и Регенсбурге, пробст в Пражском Граде
- Йошт I из Рожмберка (ум. в 1369), высочайший коморник Чешского королевства
- Ольдржих I из Рожмберка (ум. в 1390)
- Ян I из Рожмберка (ум. в 1389)
- Анна из Рожмберка (ум. 22 декабря 1388), с 1357 жена Йиндржиха из Липы, вторым браком замужем за Ольдржихом IV из Градца.
- Мецела из Рожмберка (ум. 1380), жена ландграфа Иоганна I Лейхтенбергского[10]

## Память
Имя Петра I из Рожмберка увековечено над одним из окон Национального музея в Праге среди семидесяти двух известнейших деятелей чешской истории.